# Інститут Пресвятої Діви Марії Благовіщення
Інститут Пресвятої Діви Марії Благовіщення (анунціятинки) — жіночий католицький світський інститут, заснований бл. о. Яковом Альберіоне 1958 року в Італії.

## Статут і цілі
Інститут був затверджений Святим Престолом 8 квітня 1960 року. Це один із чотирьох світських інститутів, який разом із п’ятьма релігійними конгрегаціями та асоціацією співпрацівників становлять Родину Святого Павло (див Паулісти). Його характерною особливістю є поєднання посвяченого життя (члени приймають вічні обіти Євангельських Рад: цнотливості, бідності та покірності) із світським життям, що дає змогу виконувати своє покликання «у світі». Анунціятинки не носять габітів чи інших зовнішніх ознак їх освячення. Не утворюють конгрегації - живуть і працюють у власних середовищах.
Метою інституту є євангелізація середовища праці та близьких людей, особливо через добрий приклад та активний апостолат у дусі св. Павла. Членкині інституту присвячують себе апостольству, використовуючи "професій, сил, місць та обставин, що відповідають людям свіцьким", це означає, що вони апостолюють "таємно" в середовищі роботи, друзів та знайомих, вони є "продовженням рук священика", який, як релігійна особа, не завжди досягає світських середовищ. Одним із завдань анунціятинок також є розповсюдження та заохочення до постійного читання Святого Письма.

## Поточний стан

### Анунцятинки у світі

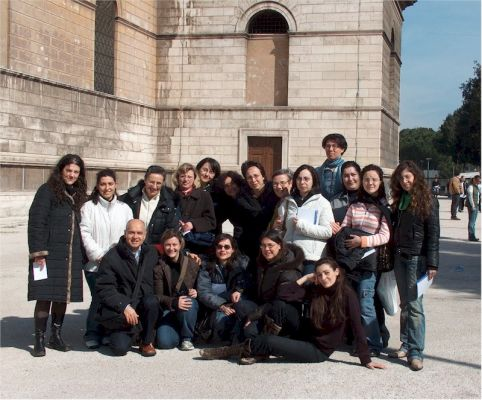
Група італійських анунцятинок

У 2007 році Інститут налічував майже 700 жінок у всьому світі. В даний час діють у 20 країнах (Аргентина, Болівія, Бразилія, Канада, Чилі, Колумбія, Корея, Сальвадор, Філіппіни, Гондурас, Італія, Мексика, Нова Гвінея, Перу, Польща, Португалія, Румунія, Іспанія, США, Венесуела), з них найчисельнішою групою є італійські анунцятинки (369 жінок у 2007 році).
Мексиканська анунціятинка, Марія Лібрада Гонсалес Родрігес (нар. 7 вересня 1931 р.), 20 травня 1989 р. дивом одужала за заступництвом бл. о. Якова Альберіоне. Через утворення в її легенях тромбу, який зупинив дихання, Марія зіткнулася з неминучою смертю. Тоді вона почала молитися: Якщо ти хочеш, Господи, щоб я ще жила, я прошу у тебе благодаті. Якщо це Твоя воля, допоможи мені через заступництво блаженного о. Якова Альберіоне. Після цих слів її дихання нормалізувалося, і через два дні жінка сама покинула лікарню. Визнавши це чудо, здійснене через заступництво бл. о. Якова Альберіоне, засновник Родини Святого Павла був оголошений благословенним. Як анунціятинка веде апостольську діяльність у Гвадалахарі в Мексиці, де поширює біблійні матеріали, книги та релігійні компакт-диски.

### Анунціятинки в Польщі
Датою початку існування анунціятинок в Польщі вважається 1 серпня 1993 р., коли перша постулантка вступила до Інституту. Перші вічні обіти, прийняті Регіональним Настоятелем Товариства Святого Павла у Польщі, датуються 2005 роком. У 2008 році до Інституту належало 7 жінок, які проживали у різних куточках Польщі та за кордоном. Польські анунціатинки організують, серед іншого, «Біблійні неділі» в парафіях по всій країні, пропагуючи читання Біблії в сім’ях.

## Джерело
- Альберіоне Яків, Думки, переклад. Рішард Марія Томашевський, Ченстохова 2003.
- Статут Інституту Богоматері Благовіщення, Рим, 30 березня 1990 року.
- http://paulus.org.pl/rodzina.temat_drzewo,iznmp [Архівовано 21 листопада 2008 у Wayback Machine.], від 15 липня 2007 року